# Henck A. E. Arron

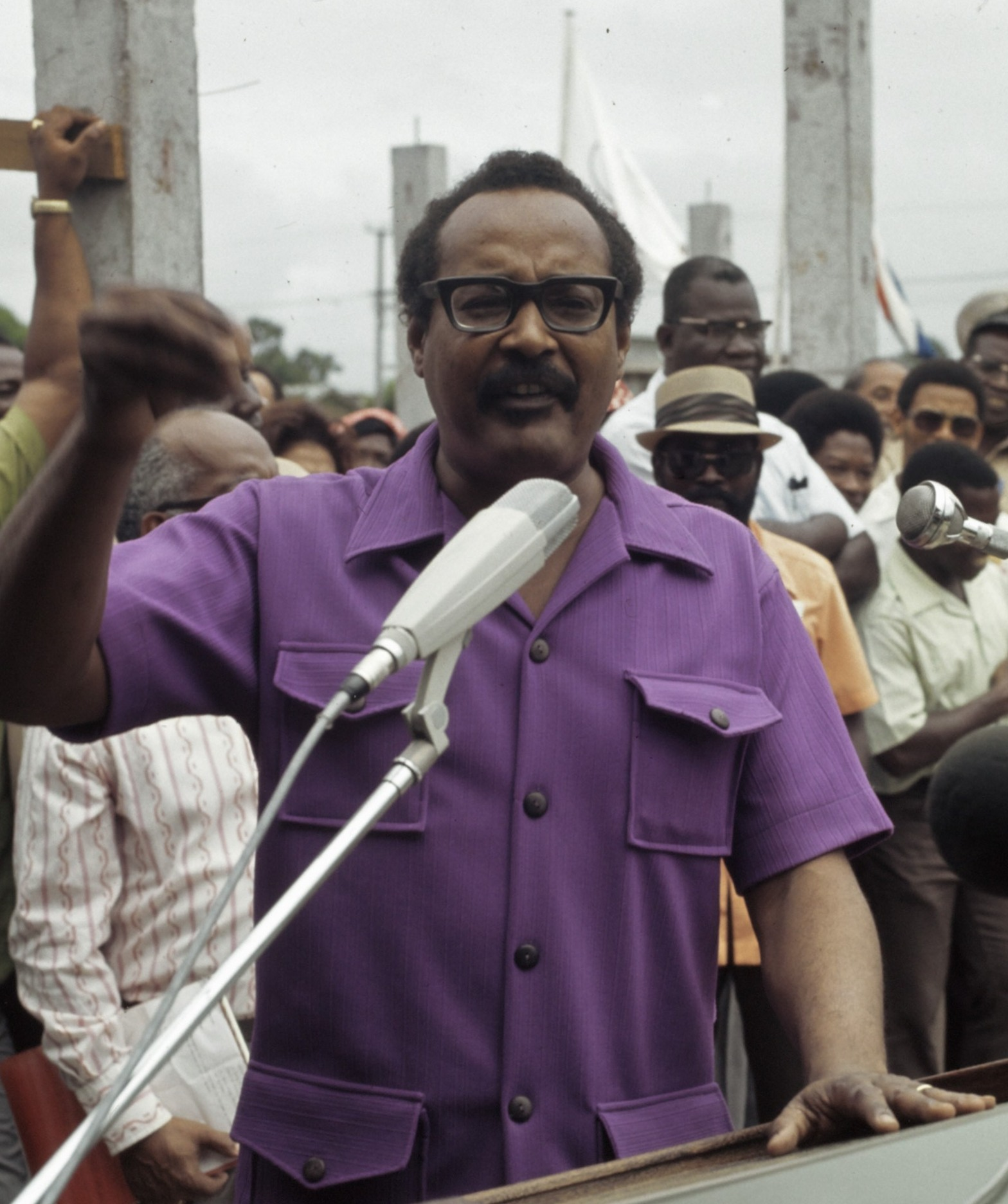
Henck Arron (1975)

Henck Alphonsus Eugène Arron (* 25. April 1936 in Paramaribo, Suriname; † 4. Dezember 2000 in Alphen aan den Rijn, Niederlande) war ein surinamischer Politiker und erster Premierminister der Republik Suriname.

## Leben
Nach erfolgreichem Abschluss der Algemene Middelbare School in Paramaribo (damals die höchste Schulform in Suriname) reiste Arron 1956 zu einer Ausbildung im Bankwesen in die Niederlande. Hier arbeitete er einige Jahre bei der Amsterdamer Bank, kehrte dann nach Suriname zurück und erhielt eine Anstellung bei der Vervuurts Bank in Paramaribo. Ab Ende 1963 war er in leitender Stellung bei der Volkskreditbank beschäftigt.

### Politischer Aufstieg
Arron wurde 1961 Vorstandsmitglied der Nationale Partij Suriname (NPS). Nach den Parlamentswahlen 1963 wurde er für diese Partei Abgeordneter und 1970 deren Vorsitzender. Bei den Wahlen 1973 war er Premierkandidat für eine Parteienkombination, die Nationale Parteien-Kombination (NPK). Die NPK bestand aus zwei 1946 gegründeten Parteien, der kreolischen NPS und der Progressiven Surinamischen Volkspartei (PSV), die den römisch-katholischen Teil der Volkskreolen repräsentierte, sowie aus der 1949 gegründeten Javanischen Partei Kaum Tani Persatuan Indonesia (dt.: Indonesische Bauernpartei) (KTPI) von Iding Soemita und der 1961 konstituierten Partij van de Nationalistische Republiek (PNR) von Rechtsanwalt Eddy Bruma, die von Beginn an als Ziel die völlige Unabhängigkeit von den Niederlanden verfolgte. Diese NPK bekam 22 der insgesamt 39 Parlamentssitze (Parlament: de Staten) und Arron wurde am 24. Dezember 1973 zum Premierminister Surinames gewählt.

### Unabhängigkeit des Landes 1975
Am 15. Februar 1974 kündigte Arron im Rahmen einer Regierungserklärung im Parlament an, dass Suriname „ultimo 1975“ unabhängig werden sollte. Nach anfangs starkem Widerstand gegen diese Bestrebungen durch die oppositionelle hindustanische Vooruitstrevende Hervormings Partij (VHP) (dt.: Fortschrittliche Reformpartei) stimmte der Oppositionsführer und Mitbegründer der VHP, Jagernath Lachmon, der erforderlichen Grundgesetzänderung in einem Verbrüderungsakt zu.
Am 25. November 1975 wurde Suriname unabhängig. Die Niederlande unter Ministerpräsident Joop den Uyl verabschiedeten sich mit einem „goldenen Händedruck“ von rund 3,5 Milliarden Gulden und Arron wurde erster Premierminister der Republik Suriname. Obwohl er im Parlament versprochen hatte, acht Monate nach der Unabhängigkeit Neuwahlen auszuschreiben, zögerte er die Wahlen bis 1977 hinaus. Trotz Gerüchten über Wahlfälschung erhielt die NPK, dieses Mal ohne die PNR, erneut die absolute Mehrheit im Parlament und Arron wurde in seinem Amt bestätigt.
Die Regierungszeit von Arron wurde kein Erfolg. Neben den ökonomischen Problemen – die niederländische Entwicklungshilfe hatte kaum für die Schaffung von neuen Arbeitsplätzen gesorgt – hatten die Ereignisse rund um die Unabhängigkeit auch die ethnischen Sensibilitäten verschärft und sorgten hierdurch für einen Emigrantenstrom in die Niederlande.

### Militärputsch 1980
Am 25. Februar 1980 kam es zum Putsch von 16 Unteroffizieren der Armee. Die Regierung Arron wurde der Korruption beschuldigt und von einem Nationalen Militärrat unter der Führung von Hauptfeldwebel Desi Bouterse abgesetzt. Arron wurde zunächst gefangen genommen und später unter Hausarrest gesetzt.

### Wahlen 1987 und Tod
Im November 1987 erfolgten die ersten Wahlen nach dem Staatsstreich und Arron wurde in der Regierung Ramsewak Shankar Vize-Präsident. Diese Amtszeit endete vorzeitig, als 1990 die Militärführung – diesmal unblutig – die Regierung Shankar absetzte. Hiermit kam es zum Ende der politischen Karriere von Henck Arron.
Im Dezember 2000 besuchte Arron aus Anlass einer Diskussionsrunde zum Thema 25 Jahre Unabhängigkeit von Suriname die Niederlande. Am Abend des 4. Dezember starb er an den Folgen eines Herzstillstandes in seinem Hotelzimmer in Alphen aan den Rijn.

## Ehrungen
Am 25. April 2003 wurde die Gravenstraat in Paramaribo zu Arrons Ehren in Henck Arronstraat umbenannt.

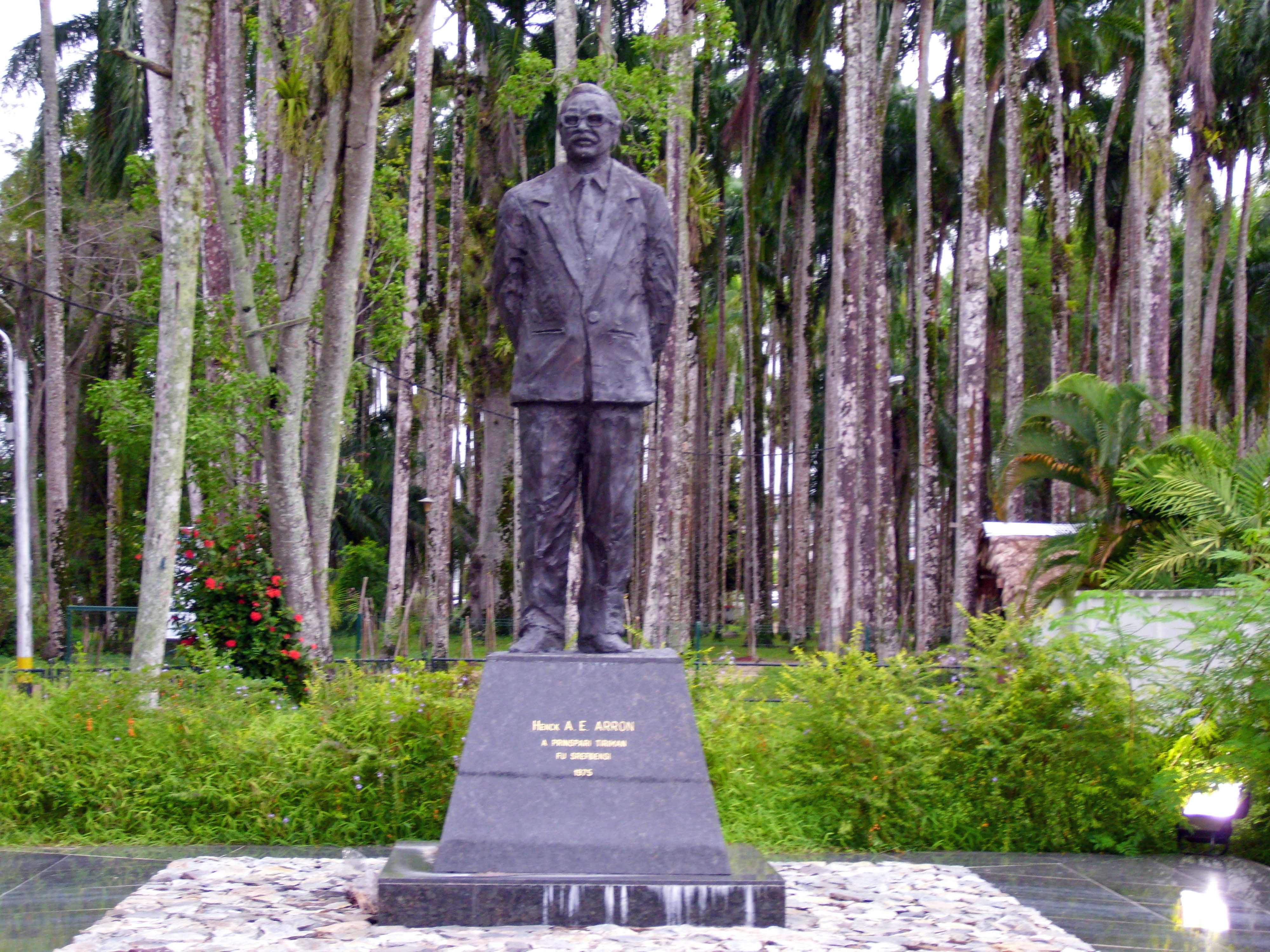
Standbild von Henck Arron vor dem Palmentuin in Paramaribo

Ein auf Initiative der Nationale Partij Suriname durch den surinamischen Künstler Erwin de Vries geschaffenes Standbild von Arron wurde am 25. April 2008 enthüllt. Das Denkmal wurde am Eingang des Palmentuins (Palmengarten) gegenüber dem Kabinett des Präsidenten in Paramaribo, Kleine Combéweg, errichtet. Der Text auf dem Sockel des Standbildes lautet in Sranantongo: Henck A. E. Arron A Prinspari Tiriman Fu srefidensi 1975. Ins Deutsche übersetzt: Die treibende Kraft hinter der Unabhängigkeit 1975.